# Lukas Meyer
Lukas Heinrich Meyer (* 22. August 1964 in Tübingen) ist ein deutscher Philosoph.

## Leben
Nach dem Abitur am Uhland-Gymnasium Tübingen studierte Lukas Meyer Philosophie, Politikwissenschaft, Geschichte und Völkerrecht unter anderem in Tübingen und Yale. Er erwarb 1987 einen Masterabschluss in Philosophie an der Washington University in St. Louis und 1990 ein Diplom in Politikwissenschaft an der Freien Universität Berlin. Seine Dissertation wurde von Joseph Raz betreut. 1996 wurde er an der University of Oxford promoviert.
Forschungsaufenthalte führten ihn unter anderem an die Harvard University (2000–2001) und mit einem Feodor Lynen-Forschungsstipendium der Alexander-von-Humboldt-Stiftung an die Columbia University School of Law (2001–2002). Im Jahr 2003 schloss er seine Habilitation zum Thema „Historische Gerechtigkeit“ an der Universität Bremen ab.
Nach einem Forschungsaufenthalt am Forschungsinstitut für Philosophie in Hannover, einer Stelle als Permanent Lecturer an der University of Keele und einer Assistenzprofessur an der Universität Bern wurde Meyer 2009 als Universitätsprofessor für Praktische Philosophie an das Institut für Philosophie der Universität Graz berufen. Dort initiierte er das Masterstudium „Political, Economic and Legal Philosophy“, dessen Studienkoordinator er seither ist. Von 2011 bis 2013 war Meyer Vizedekan der Geisteswissenschaftlichen Fakultät und Leiter des Zentrums für Kulturwissenschaften. Von 2013 bis 2017 war Meyer Dekan der Geisteswissenschaftlichen Fakultät, von 2009 bis 2013 und von 2017 bis 2019 Leiter des Instituts für Philosophie. Weiters fungiert er als Sprecher (Projektleiter) des vom Fonds zur Förderung der wissenschaftlichen Forschung (FWF) geförderten Doktoratskollegs „Klimawandel - Unsicherheiten, Schwellenwerte und Strategien“. Seit 2019 ist Meyer Ko-Sprecher des „Profilbildenden Bereichs Climate Change Graz“.
Meyer war 2017 Gastprofessor am Institut für Philosophie der Fudan University und 2020 CAPES-Gastprofessor an der Rechtswissenschaftlichen Fakultät der Föderalen Universität von Rio de Janeiro.
Meyer ist seit 2018 im Vorstand des Climate Change Centre Austria (CCCA) aktiv.
Meyer ist mit der Philosophin Barbara Reiter verheiratet. Gemeinsam hat das Paar zwei Töchter.

## Werk
Lukas H. Meyer beschäftigt sich vor allem mit Praktischer Philosophie, im Besonderen mit Ethik, Politischer Philosophie, Rechtsphilosophie und Sozialphilosophie. Er ist auf intergenerationelle Gerechtigkeit spezialisiert. Dazu verfasste er den entsprechenden Artikel in der Stanford Encyclopedia of Philosophy.
Meyer war einer der ersten Philosophen, die als Lead Autor zu einem Sachstandsbericht des Intergovernmental Panel on Climate Change beigetragen haben. 2014 begründete Meyer mit Michael Schefczyk, Peter Schaber und Mark Peacock die internationale Peer-Review-Zeitschrift Moral Philosophy and Politics (de Gruyter).

## Publikationen
- Lukas H. Meyer, Stanley L. Paulson, Gerhard Sprenger, Robert Alexy (Hrsg.): Neukantianismus und Rechtsphilosophie. Nomos, Baden-Baden 2002, ISBN 3-7890-8197-3.
- Lukas H. Meyer, Stanley L. Paulson, Thomas Pogge (Hrsg.): Rights, Culture, and the Law: Themes from the Legal and Political Philosophy of Joseph Raz. Oxford University Press, Oxford / New York 2003, ISBN 978-0-19-924825-4 (englisch).
- Justice in Time. Nomos, Baden-Baden 2004, ISBN 978-3-8329-0503-3 (englisch).
- Lukas H. Meyer: Historische Gerechtigkeit. De Gruyter, Berlin / New York 2005, ISBN 978-3-11-018330-6.
- Lukas H. Meyer, Axel Gosseries (Hrsg.): Intergenerational Justice. Oxford University Press, Oxford 2009, ISBN 978-0-19-928295-1 (englisch).
- Lukas H. Meyer (Hrsg.): Justice, Legitimacy, and Public International Law. Cambridge University Press, Cambridge 2009, ISBN 978-0-511-69172-0 (englisch).
- Lukas H. Meyer: Why Historical Emissions Should Count. In: Chicago Journal of International Law. Band 13, Nr. 2, 2013, ISSN 1529-0816 (englisch, uchicago.edu).
- Lukas H. Meyer: Intergenerational Justice. In: Edward Zalta (Hrsg.): Stanford Encyclopedia of Philosophy. 2015 (englisch, stanford.edu).
- Lukas H. Meyer, Charles Kolstad, John Broome et al.: Social, Economic, and Ethical Concepts and Methods. In: Ottmar Edenhofer et al. (Hrsg.): Climate Change 2014. Mitigation of Climate Change. Working Group III Contribution to the Fifth Assessment Report of the Intergovernmental Panel on Climate Change. Cambridge University Press, New York 2015, S. 207–282 (englisch, ipcc.ch [PDF]).